# Zhongjianosaurus
Zhongjianosaurus — рід дромеозавридів, що належить до Microraptoria. Вважається, що він походить із формації Ісянь, а саме середини біоти Джехол, і є найменшим відомим мікрорапторіном, виявленим на цей час, і одним із найменших тероподних непташиних динозаврів.

## Опис

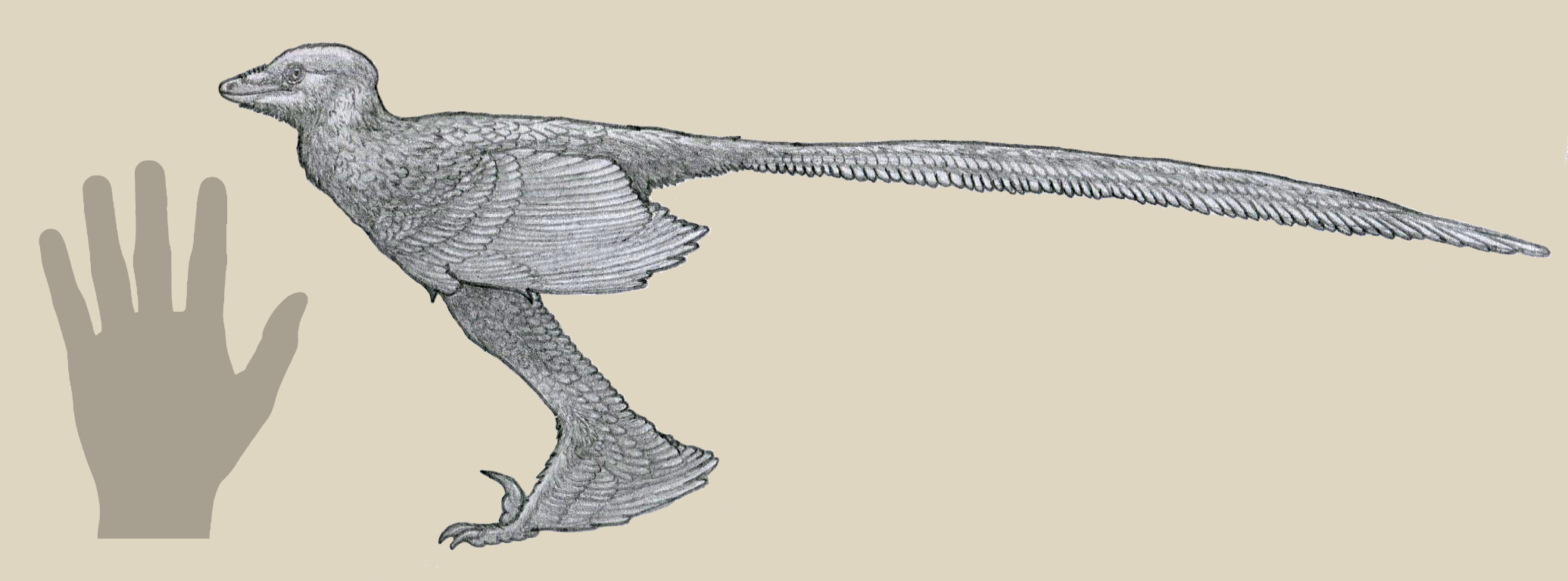
Художня реконструкція Zhongjianosaurus yangi на основі голотипного скелета

Зчленований хвіст має подовжені стрижнеподібні розширення презигафофізів і шевронів, характерних для більшості дромеозавридів, і вони досягають майже самих передніх хвостових відділів. Грудна кістка велика, з максимальною передньо-задньою довжиною 56 % довжини стегнової кістки й має довжину в аксіальній пропорції. Зрощення кісток у лопатці, хребцях, коракоїді та тарзалах свідчить про те, що зразок є дорослою особиною вагою 0,31 кг, що робить його одним із найменших відомих непташиних тероподів, виявлених досі.

## Відкриття та найменування
Вперше про Zhongjianosaurus було повідомлено у 2009 році, коли новий вид на основі зразка, що складається з часткового посткраніального зчленованого скелета, був знайдений в озерних відкладеннях у Сіхедан, округ Лінюань, на заході Ляонін, Китай. Вперше його описали Сюй Сін і Цінь Цзи-Чуань. Рід і видова назва вшановують Ян Чжунцзяня, засновника палеонтології хребетних у Китаї. Зразок голотипу, позначений як IVPP V 22775, зараз зберігається в Інституті палеонтології та палеоантропології хребетних у Пекіні.

## Класифікація
Дослідження Сюй і Цінь відносять Zhongjianosaurus до Dromaeosauridae, і зокрема Microraptoria, на основі його синапоморфій. Деякі дослідження пропонують альтернативну позицію як авіалан.

## Палеобіологія
Відкриття Zhongjianosaurus у формації Yixian, на додаток до восьми інших дромеозавридів, свідчить про те, що існувала достатня кількість ніш. Різні розміри різних дромеозавридів, ймовірно, вказують на те, що вони зосереджувалися на різних типах здобичі й що багато з них чітко визначали, яку здобич вони споживали. Поділу ніш також могла сприяти диференціація уподобань середовища проживання. Чжунцзянозавр був, з огляду на його невеликі розміри, можливо, всеїдним і деревним. Однак для повного розуміння диференціації ніш джехольських дромеозавридів, ймовірно, знадобиться повний набір даних про просторово-часовий розподіл багатьох скам'янілостей джехолських дромеозавридів і краще розуміння їхньої екології, перш ніж можна буде зробити повні висновки.